# إنريكي لين
إنريكي لين كاراسكو Enrique Lihn Carrasco (3 سبتمبر 1929 – 10 يوليو 1988), شاعر وكاتب مسرحي وروائي تشيلي.
ابن انريكي لين دول وماريا كاراسكو ديلانو، تزوج من إيفيت مينغرام (1932-2008). ورزقا بأبنة واحدة، الممثلة أندريا ماريا لين مينغرام.
ولد إنريكي في سانتياغو، تشيلي. وكان يطمح أن يكون رساماً ولكن بعد محاولة فاشلة في تحقيق هذا الطموح في الجامعة تخلى عن هذا الحلم وزاول الكتابة. وأنتقل ليتطور إلى شاعر وكاتب مسرحي وروائي وقام بتدريس الأدب في جامعة شيلي.
ينظر إنريكي إلى كلٌ من الماضي والمستقبل كشكل من أشكال الموت، والتركيز على هذه النقطة واضح في جميع أعماله الأدبية.
وله عمل يدور حول غضبه على الدكتاتورية المعاصرة، حينما كانت تشيلي تحت حكم الجيش العسكري.
التعليقات الأجتماعية والسياسية والدينية شائعة في جميع كتاباته. آخر كتاب له، Diario de Muerte «يوميات الموت» كُتب في الأسابيع الستة التي سبقت وفاته من مرض السرطان في سانتياغو. وفي المساء قبل وفاته، قام بتصحيح البراهين.
ظهرت نسخة خيالية من إنريكي في فيلم السيرة الذاتية لأليخاندرو يودوروفسكي، Endless Poetry.

## الأعمال البارزة

### القصائد
- «الغرفة المظلمة»
- «مقبرة في بونتا اريناس»
- «ست قصائد من الشعور بالوحدة»
- «غرفة التعذيب»
- «في كل قنوط»
- «الضريح المفضل الصغير»
- «تصبح على خير يا أخيل»

### الفيلم
- مرحبا طرزان، من إخراج انريكي لين & بيدرو بابلو سيليدون

### الأعمال الإنجليزية
- الغرفة المظلمة وغيرها من القصائد, ترجمة. جوناثان كوهين جون فيلشتاينر وديفيد أنغر، 1978.
- أشكال الكلام, ترجمة. ديف أوليفانت، 1999.

## الملاحظات
1. ↑   https://www.epdlp.com/premios.php?premio=Casa%20de%20las%20Am%C3%A9ricas. {{استشهاد ويب}}: |url= بحاجة لعنوان (مساعدة) والوسيط |title= غير موجود أو فارغ (من ويكي بيانات) (مساعدة)
2. ↑  خمر كتاب العالم المعاصر الشعر. J. D. McLatchy ed. خمر الكتب: نيويورك عام 1996. Pg. 546

## وصلات خارجية
- إنريكي لين على موقع IMDb (الإنجليزية)

- أوراق إنريكي لين 1941-1988. مكتبة البحوث في معهد بحوث غيتي. لوس أنجلوس، كاليفورنيا.